# مركز جامعة شنجن الرياضي
مركز جامعة شنجن الرياضي (بالصينية: 深圳大运体育中心)، المعروف أيضًا باسم مركز جامعة شنجن أو مركز لونغ قانغ الرياضي أو ملعب لونغ قانغ، هو مجمع رياضي متعدد الأغراض في لونغ قانغ، شنجن، غوانغدونغ، الصين. افتتح الملعب في عام 2011 بسعة 60334 متفرج، يستخدم في الغالب لمسابقات كرة القدم وألعاب القوى، حيث ان الملعب استضاف بطولة الألعاب الجامعية الصيفية عام 2011.